# Himlen på jorden
Himlen på jorden (originaltitel: Days of Heaven) er en amerikansk romantisk drama film fra 1978, som er skrevet og instrueret af Terrence Malick. Filmen var Malicks anden efter den kritikerroste Badlands (1973).

## Handling
Året er 1916 og pengene er meget små for Bill (Gere) og hans kæreste Abby (Adams), da de ankommer til Texas fra Chicago. Parret får arbejde i markerne for en rig landmand (Shepard), der snart for et godt øje til Abby. Landmanden er syg, og udsigten til en snarlig arv får Bill til at opfordre Abby til at gifte sig. Men ægteskabet viser sig desværre at have helbredende virkning, og snart er Bill ved at koge over af jalousi.

## Modtagelse
Himlen på jorden fik positive anmeldelser ved sin udgivelse. Specielt dets fotografering blev hyldet, og den vandt desuden en Oscar for bedste fotografering. Terrence Malick vandt også prisen "Prix de la mise en scène" (Bedste Instruktør) ved den prestige fyldte Filmfestival i Cannes.
I 2007 blev filmen valgt til bevaring i det amerikanske National Film Registry af Library of Congress.
Filmen er også placeret, som nr. 49 på en liste over bedste amerikanske film nogensinde af BBC.